# Monte Circeo
Monte Circeo (også Promontorio del Circeo, latin: Mons Circeius) er et 541 meter højt bjerg som danner en halvø i Gaetabugten i det Tyrrhenske hav på Italiens sydvestlige kyst. Det ligger på kysten mellem Anzio og Terracina, i nærheden af San Felice Circeo. Monte Circeo markerer sydenden af de i antikken kendte Pontinske Sumpe. Monte Circeo er en del af Nationalpark Circeo.
I grotten Guattari på Monte Circeo har man fundet dele af et Neandertalmenneske, hvilket tyder på at området har været beboet i meget lang tid. Området har senere været beboet af volskere inden den romerske koloni, Circeo, grundlagdes på halvøens østlige del.
Et areal på 87,60 km² blev i 2020 udpeget til biosfærereservat under UNESCOs Menneske og biosfære-programmet.